# Black Rock (Arkansas)
Pour les articles homonymes, voir Black Rock.
Black Rock est une ville du comté de Lawrence, dans l’État de l’Arkansas, aux États-Unis. Sa population s’élevait à 662 habitants lors du recensement de 2010, estimée à 622 habitants en 2016. 

## Démographie
| Groupe      | Black Rock | Arkansas | États-Unis |
| ----------- | ---------- | -------- | ---------- |
| Blancs      | 98,3       | 77,0     | 72,4       |
| Amérindiens | 0,8        | 0,8      | 0,9        |
| Métis       | 0,6        | 2,0      | 2,9        |
| Asiatiques  | 0,2        | 1,2      | 4,8        |
| Autres      | 0,1        | 20,0     | 19,0       |
| Total       | 100,0      | 100,0    | 100,0      |
|             |            |          |            |
| Hispaniques | 0,9        | 6,4      | 16,7       |

Selon l'American Community Survey, pour la période 2011-2015, 98,53 % de la population âgée de plus de 5 ans déclare parler l'anglais à la maison, 1,14 % l’espagnol et 0,33 % l'allemand.
| 1890 | 1900  | 1910  | 1920 | 1930 | 1940 | 1950 | 1960 |
| ---- | ----- | ----- | ---- | ---- | ---- | ---- | ---- |
| 761  | 1 400 | 1 078 | 835  | 751  | 769  | 662  | 554  |

| 1970 | 1980 | 1990 | 2000 | 2010 | - | - | - |
| ---- | ---- | ---- | ---- | ---- | - | - | - |
| 498  | 848  | 736  | 717  | 662  | - | - | - |

## Source
- (en) Cet article est partiellement ou en totalité issu de l’article de Wikipédia en anglais intitulé « Black Rock, Arkansas » (voir la liste des auteurs).

1. ↑  (en) « Black Rock, AR Population - Census 2010 and 2000 », sur censusviewer.com.
2. ↑  (en) « Population of Arkansas - Census 2010 and 2000 », sur censusviewer.com.
3. ↑  (en) « Language spoken at home by ability to speak English for the population 5 years and over », sur factfinder.census.gov (consulté le 20 mars 2017).
4. ↑  « Statistiques des États-Unis - Arizona - Profils des comtés de 2010 » (consulté en novembre 2020)